# Phorocerosoma echinum
Phorocerosoma echinum är en tvåvingeart som beskrevs av Verbeke 1962. Phorocerosoma echinum ingår i släktet Phorocerosoma och familjen parasitflugor.
Artens utbredningsområde är Kongo. Inga underarter finns listade i Catalogue of Life.